# Ambronay
Ambronay är en kommun i departementet Ain i östra Frankrike. Kommunen ligger  i kantonen Ambérieu-en-Bugey som ligger i arrondissementet Belley. Kommunens areal är 33,55 km². År 2022 hade Ambronay 2 828 invånare.

## Befolkningsutveckling
Antalet invånare i kommunen Ambronay
Referens: INSEE